# Heterometrus
Heterometrus — рід скорпіонів родини Scorpionidae. Включає 33 види.

## Поширення
Представники роду поширенні у тропічних та субтропічних регіонах Південної та Південно-Східної Азії. Живуть у вологих лісах.

## Опис
Це досить великі скорпіони, завдовжки 10-20 см. Забарвлення темно-коричневе або чорне із зеленкуватим відблиском. Черевце тонке порівняно з тельсоном. Отрута не є смертельною для людини. Укус Heterometrus викликає локальний біль, запалення, набряки та почервоніння шкіри у місці ураження.

## Види
- Heterometrus barberi (Pocock, 1900)
- Heterometrus liocheles (Kovařík, 2004)
- Heterometrus bengalensis (C.L. Koch, 1841)
- Heterometrus cimrmani (Kovařík, 2004)
- Heterometrus cyaneus (C.L. Koch, 1836)
- Heterometrus flavimanus (Pocock, 1900)
- Heterometrus fulvipes (C.L. Koch, 1837)
- Heterometrus gravimanus (Pocock, 1894)
- Heterometrus indus (DeGeer, 1778)
- Heterometrus kanarensis (Pocock, 1900)
- Heterometrus keralaensis (Tikader & Bastawade, 1983)
- Heterometrus laoticus (Couzijn, 1981)
- Heterometrus latimanus (Pocock, 1894)
- Heterometrus liangi (Zhu & Yang, 2007)
- Heterometrus liophysa (Thorell, 1888)
- Heterometrus liurus (Pocock, 1897)
- Heterometrus longimanus (Herbst, 1800)
- Heterometrus madraspatensis (Pocock, 1900)
- Heterometrus mysorensis (Kovařík, 2004)
- Heterometrus nepalensis (Kovařík, 2004)
- Heterometrus petersii (Thorell, 1876)
- Heterometrus phipsoni (Pocock, 1893)
- Heterometrus rolciki (Kovařík, 2004)
- Heterometrus scaber (Thorell, 1876)
- Heterometrus sejnai Kovařík, 2004
- Heterometrus spinifer (Ehrenberg, 1828)
- Heterometrus swammerdami (Simon, 1872)
- Heterometrus telanganaensis (Javed, Mirza, Tampal & Lourenço, 2010)
- Heterometrus thorellii (Pocock, 1897)
- Heterometrus tibetanus (Lourenço, Qi & Zhu, 2005)
- Heterometrus tristis (Henderson, 1919)
- Heterometrus ubicki (Kovařík, 2004)
- Heterometrus wroughtoni (Pocock, 1899)
- Heterometrus xanthopus (Pocock, 1897)